# Разделителна ивица
Разделителната ивица, или средна разделителна ивица, е част от път, която разделя платна за движение в различни посоки на магистрали, скоростни и други пътища.
Често е издигната над равнището на пътните ленти; може да е облицована, покрита или да се състои от тревна площ. Разделителните ивици може също да включват мантинели.
Основното ѝ предназначение е да разделя движението в противоположни посоки. Като второстепенна функция може също така да позволява авариен достъп. По-широката разделителна ивица намалява вероятността от пътнотранспортни произшествия.